# Monaco aux Jeux olympiques d'été de 1952
Monaco participe pour la sixième fois aux Jeux olympiques d'été. Monaco ne remporte aucune médaille lors de ces jeux.